# ベストフォーマリスト
ベストフォーマリストは、フォーマルウェアの普及を目的として、日本フォーマル協会主催で選出される賞である。この賞は、「高い品格と将来性、話題性｣があり、｢フォーマルウェアを素敵に着こなせる」をもとに、著名人・有名人の中からフォーマルウェアの似合う男女それぞれ1名ずつが毎年選ばれ、ベストフォーマリストとして表彰するもの。授賞式は、毎年秋に執り行われる。

## 歴代受賞者
| 回     | 年     | 男性部門                  | 女性部門   | 脚注           |
| ------ | ------ | ------------------------- | ---------- | -------------- |
| 第1回  | 2000年 | 高橋克典                  | 水野真紀   | [ 1 ]          |
| 第2回  | 2001年 | 加藤雅也                  | 瀬戸朝香   | [ 1 ]          |
| 第3回  | 2002年 | 伊藤英明                  | 小雪       | [ 1 ]          |
| 第4回  | 2003年 | 佐々木主浩                | 稲森いずみ | [ 1 ]          |
| 第5回  | 2004年 | 永井大                    | 加藤あい   | [ 1 ]          |
| 第6回  | 2005年 | 新庄剛志                  | 川原亜矢子 | [ 1 ]          |
| 第7回  | 2006年 | パンツェッタ・ ジローラモ | 米倉涼子   | [ 1 ]          |
| 第8回  | 2007年 | 谷原章介                  | 井川遥     | [ 1 ]          |
| 第9回  | 2008年 | 大泉洋                    | 釈由美子   | [ 1 ]          |
| 第10回 | 2009年 | 藤木直人                  | 広末涼子   | [ 1 ]          |
| 第11回 | 2010年 | 大杉漣                    | 松下奈緒   | [ 注 1 ] [ 1 ] |
| 第12回 | 2011年 | 佐藤隆太                  | 檀れい     | [ 1 ]          |
| 第13回 | 2012年 | 井浦新                    | 石原さとみ | [ 1 ]          |
| 第14回 | 2013年 | 藤原竜也                  | 堀北真希   | [ 2 ]          |
| 第15回 | 2014年 | 石田純一                  | 優香       | [ 2 ]          |
| 第16回 | 2015年 | 陣内孝則                  | 吉瀬美智子 | [ 2 ]          |
| 第17回 | 2016年 | 及川光博                  | 桐谷美玲   | [ 3 ]          |
| 第18回 | 2017年 | 桐谷健太                  | 前田敦子   | [ 4 ]          |
| 第19回 | 2018年 | 山本耕史                  | 武井咲     | [ 4 ]          |
| 第20回 | 2019年 | 高橋一生                  | 浅田真央   | [ 4 ]          |
| 第21回 | 2023年 | 志尊淳                    | 石川佳純   | [ 4 ]          |
| 第22回 | 2024年 | 内田篤人                  | 吉岡里帆   | [ 5 ]          |